# Luca Guadagnino

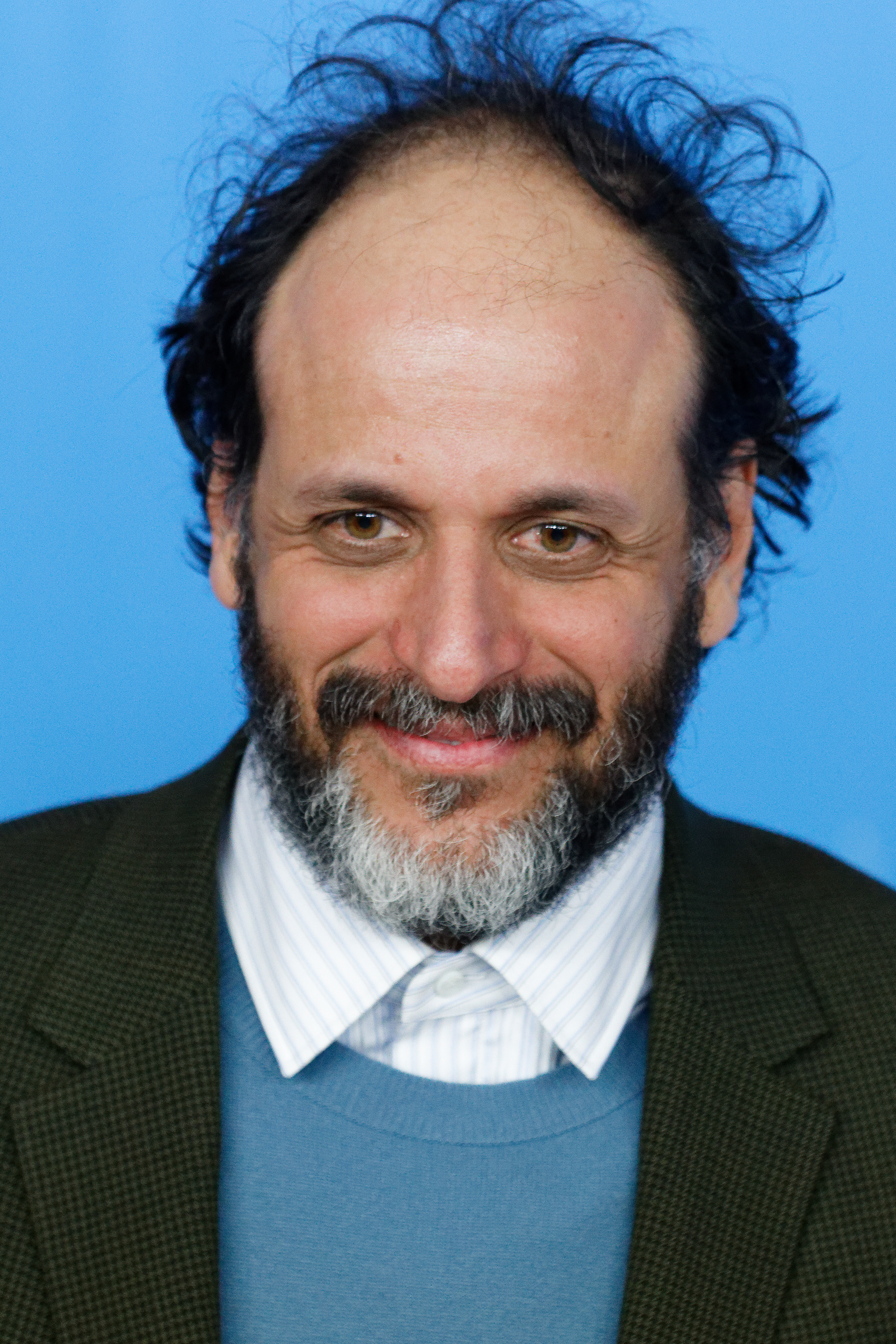
Luca Guadagnino (2017)

Luca Guadagnino (* 10. August 1971 in Palermo) ist ein italienischer Filmregisseur.

## Leben
Guadagnino, Sohn einer Algerierin und eines Italieners, wuchs einige Jahre in Äthiopien auf, wo sein Vater als Lehrer arbeitete. Er besuchte die Universität La Sapienza in Rom und wurde mit einer Arbeit über Jonathan Demme promoviert. Nach dem Kurzfilm Qui legte er 1999 mit The Protagonists sein Spielfilmdebüt vor, das am 10. September 1999 auf dem Festival in Venedig seine offizielle Premiere hatte. 2002 führte er mit Tilda Swinton im Hotel Majestic in Cannes ein Interview, aus dem sein 35-minütiger Kurzfilm Tilda Swinton. The Love Factory entstand.
Seinen Durchbruch hatte Guadagnino 2005 mit der Verfilmung des Romans Mit geschlossenen Augen von Melissa Panarello unter dem Filmtitel Melissa P. Der folgende Io sono l’amore, erneut mit Tilda Swinton, war 2009 für einen Golden Globe nominiert. Im gleichen Jahr hatte er sein Debüt als Opernregisseur mit einer Inszenierung der Oper
Falstaff von Giuseppe Verdi im Teatro Filarmonico di Verona.
A Bigger Splash aus dem Jahr 2015 ist eine Neuverfilmung von Der Swimmingpool von 1969. Im Mai und Juni 2016 drehte Guadagnino in Norditalien die Romanverfilmung Call Me by Your Name mit Timothée Chalamet in der Hauptrolle. Der Film erhielt zahlreiche Nominierungen für Filmpreise, darunter insgesamt vier bei der Oscarverleihung 2018. Ebenfalls im Jahr 2018 wurde er in die Academy of Motion Picture Arts and Sciences berufen, die jährlich die Oscars vergibt.
Von Oktober bis Dezember 2016 drehte Guadagnino in Berlin und Varese unter dem gleichen Titel sein Remake von Dario Argentos Suspiria, das 2018 seine Premiere in Venedig feierte.
2020 führte Guadagnino Regie bei der HBO-Produktion We Are Who We Are, bei der er auch als Co-Autor fungierte. Seit dieser Produktion ist Marco Costa für den Schnitt seiner Arbeit verantwortlich.
Im Jahr 2022 erhielt er für die Literaturverfilmung Bones and All mit Taylor Russell und Timothée Chalamet in den Hauptrollen seine dritte Einladung in den Wettbewerb der Filmfestspiele von Venedig. Für Bones and All erhielt Guadagnino den Regiepreis (Silberner Löwe). Ein Jahr später sollte ursprünglich die Tennisromanze Challengers – Rivalen mit Zendaya, Josh O’Connor und Mike Faist in den US-Kinos starten. Aufgrund des Streiks von Schauspielern und Drehbuchautoren in den USA wurde der Kinostart von Herbst 2023 auf den 26. April 2024 verschoben.

## Auszeichnungen
- 2018: Film Festival Cologne – Filmpreis Köln[10]
- 2018: Für Call Me by Your Name erhielt er u. a. eine Oscar- und eine BAFTA-Nominierung.
- 2021: Nastro d’Argento – Nastro dell’anno 75 für Salvatore Ferragamo: The Shoemaker of Dreams[11]
- 2022: Silberner Löwe – Filmfestspiele von Venedig – Beste Regie für Bones and All
- 2022: Zurich Film Festival – A Tribute to ... Award[12]

## Filmografie (Auswahl)
- 1997: Qui (Kurzfilm)
- 1999: The Protagonists
- 2002: Tilda Swinton. The Love Factory (Dokumentarfilm)
- 2003: Mundo civilizado
- 2005: Melissa P. – Mit geschlossenen Augen (Melissa P.)
- 2009: I Am Love (Io sono l’amore)
- 2011: Inconscio italiano (Dokumentarfilm)
- 2013: Bertolucci on Bertolucci (Dokumentarfilm)
- 2013: Walking Stories (Kurzfilm)
- 2015: A Bigger Splash
- 2017: Call Me by Your Name
- 2018: Suspiria
- 2019: The Staggering Girl (Kurzfilm)
- 2020: Salvatore Ferragamo: The Shoemaker of Dreams (Dokumentarfilm)
- 2020: We Are Who We Are (Serie)
- 2021: Beckett (Produzent)
- 2022: Bones and All
- 2024: Challengers – Rivalen (Challengers)
- 2024: Diciannove (als Produzent)
- 2024: Queer
- 2025: Atropia (als Produzent)